# Comté de Pike (Indiana)
Pour les articles homonymes, voir Comté de Pike.
Le comté de Pike (anglais : Pike County) est un comté de l'État de l'Indiana, aux États-Unis. Il comptait 12 837 habitants en 2000. Son siège est Petersburg.